# Нгэтыпнейвеем
Нгэтыпнейвеем (Нетпнейвеем) — река на Дальнем Востоке России. Протекает по территории Чаунского района Чукотского автономного округа. Длина реки — 63 км.
Названа по близлежащей горе, в переводе с чукот. Ӈелпыӈэйвээм — «река у горы, похожей на спусковой курок ружья».
Берёт истоки с северных склонов горы Острая Сопка, протекает северо-восточном направлении по территории Чаунской низменности, впадает в Линлинейвеем слева. Высота устья — 61 м над уровнем моря.
Притоки: Мезон, Осоковый.

## Топографические карты
- Лист карты R-59,60 Певек.  Масштаб: 1 : 1 000 000. Издание 1986 г.
- Лист карты R-59-В,Г Певек. Масштаб: 1 : 500 000. Издание 1986 г.